# Silver Haze
Silver Haze (dt. etwa: „Silberner Dunst“) ist ein Spielfilm von Sacha Polak aus dem Jahr 2023. Das Drama hat Vergangenheitsbewältigung, soziale Herkunft und die Suche nach Zugehörigkeit zum Thema. Die Hauptrollen übernahmen Vicky Knight und Esmé Creed-Miles.
Die Premiere des Werks soll im Februar 2023 bei der 73. Berlinale erfolgen.

## Handlung
Franky stammt aus einer rauen Gegend im Osten Londons. Sie arbeitet als Krankenschwester. Ihr Leben verändert sich tiefgreifend, als sie sich in ihre Patientin Florence verliebt.

## Veröffentlichung
Die Uraufführung von Silver Haze ist am 19. Februar 2023 bei den Internationalen Filmfestspielen Berlin in der Sektion Panorama geplant.

## Auszeichnungen
Im Rahmen der Aufführung auf der Berlinale ist der Film für den Panorama Publikumspreis nominiert. Im Rahmen der Verleihung des LGBTIQ-Preises Teddy Award wurde Silver Haze mit dem Jury-Preis ausgezeichnet.